# JCSAT-8
O JCSAT-8  (também conhecido por JCSAT-2A)  é um satélite de comunicação geoestacionário japonês construído pela Boeing Satellite Systems, ele está localizado na posição orbital de 154 graus de longitude leste e é operado pela SKY Perfect JSAT Corporation. O satélite foi baseado na plataforma BSS-601 e sua vida útil estimada era de 11 anos.

## História
A JSAT e a Boeing Satellite Systems (BSS)  assinaram um acordo em abril de 2000 porá a construção de um satélite baseado no modelo Boeing BSS-601. Conhecido como JCSAT-8, o mesmo foi o sétimo satélite da JSAT Corporation.
O JCSAT-8 substituiu o satélite JCSAT-2 no slot orbital de 154 graus de longitude leste. Isso permitiu ao novo satélite fornecer cobertura para o Japão, Ásia, Austrália e Havaí.
O JCSAT-8 transporta 16 transponders em banda Ku, cada um com 120 Watts fornecidos pelos amplificadores valvulados com onda (TWTAs), e 16 transponders em banda C, cada um com 34 Watts fornecidos por amplificadores de potência de estado sólido (SSPAs).
Depois de se tornar operacional, o satélite passou a ser referido pela designação JCSAT-2A.

## Lançamento
O satélite foi lançado ao espaço com sucesso no dia 29 de março de 2002, por meio de um veículo Ariane-44L H10-3, lançado a partir do Centro Espacial de Kourou, na Guiana Francesa, juntamente com o satélite Astra 3A. Ele tinha uma massa de lançamento de 2.460 kg.

## Capacidade e cobertura
O JCSAT-8 é equipado com 16 transponders em Banda C e 16 banda Ku para fazer cobertura com serviços de telecomunicações para o Japão. Fazendo cobertura também para a Ásia, Austrália e Havaí.